# Comté de Santa Rosa
Pour les articles homonymes, voir Santa Rosa.
Le comté de Santa Rosa (en anglais : Santa Rosa County) est un comté situé sur l'Emerald Coast de l'État de Floride, aux États-Unis. Il doit son nom à Rose de Viterbe.
Son siège est Milton. Selon le recensement de 2020, sa population s'élève à 188 000 habitants.

## Géographie

### Comtés adjacents
- Comté d'Escambia, en Alabama (au nord)
- Comté d'Okaloosa (à l'est)
- Comté d'Escambia (à l'ouest)

### Villes
- Gulf Breeze
- Jay
- Milton

## Démographie
| Groupe                           | Comté de Santa Rosa | Floride | États-Unis |
| -------------------------------- | ------------------- | ------- | ---------- |
| Blancs                           | 87,8                | 75,0    | 72,4       |
| Afro-Américains                  | 5,4                 | 16,0    | 12,6       |
| Métis                            | 3,0                 | 2,5     | 2,9        |
| Asiatiques                       | 1,8                 | 2,4     | 4,8        |
| Autres                           | 1,1                 | 3,7     | 6,4        |
| Amérindiens                      | 0,9                 | 0,4     | 0,9        |
| Total                            | 100                 | 100     | 100        |
|                                  |                     |         |            |
| Hispaniques et Latino-Américains | 4,3                 | 22,5    | 16,7       |

Selon l'American Community Survey, en 2010, 92,99 % de la population âgée de plus de 5 ans déclare parler l'anglais à la maison, 3,39 % déclare parler l'espagnol et 3,62 % une autre langue.
| 1850  | 1860  | 1870  | 1880  | 1890  | 1900   |
| ----- | ----- | ----- | ----- | ----- | ------ |
| 2 883 | 5 480 | 3 312 | 6 645 | 7 961 | 10 293 |

| 1910   | 1920   | 1930   | 1940   | 1950   | 1960   |
| ------ | ------ | ------ | ------ | ------ | ------ |
| 14 897 | 13 670 | 14 083 | 16 085 | 18 554 | 29 547 |

| 1970   | 1980   | 1990   | 2000    | 2010    | 2020    |
| ------ | ------ | ------ | ------- | ------- | ------- |
| 37 741 | 55 988 | 81 608 | 117 743 | 151 372 | 188 000 |